# 亞布盧涅韋 (沃倫斯基新城區)
50°36′19″N 27°43′58″E / 50.60528°N 27.73278°E
亞布盧涅韋（烏克蘭語：Яблуневе），是烏克蘭北部的村落，隸屬日托米爾州的茲維亞赫爾區。該村面積0.35平方公里，海拔高度229米，2001年人口48，人口密度每平方公里137.93人。